# Astyanax minor
Astyanax minor es una especie de pez de agua dulce que integra el género Astyanax, de la familia Characidae, cuyos integrantes son denominadas comúnmente mojarras o lambaríes. Habita en ambientes acuáticos templado-cálidos del centro-este de Sudamérica. 

## Taxonomía
Esta especie fue descrita originalmente en el año 2010 por los ictiólogos brasileños Júlio César Garavello y Francisco Azevedo de Arruda Sampaio.
Localidad y ejemplar tipo
La localidad tipo asignada es: Río Mato Grande, Aguas Claras, Piraquara, Paraná, Brasil. El ejemplar tipo es el catalogado como MHNCI 3028. Midió 89,0 mm y fue colectado en junio de 1983 por J. C. Ribeiro y A. Matos Prado.
Etimología
Etimológicamente, el nombre genérico Astyanax proviene de Astianacte, un personaje de la mitología griega que estuvo involucrado en la guerra de Troya; era hijo de Héctor y de Andrómaca, y nieto de Príamo, rey de Troya. El nombre específico minor es una palabra en latín que significa 'pequeño', en alusión al pequeño tamaño de esta especie si se la compara con las otras especies del género que habitan en la cuenca del Iguazú.

## Características
Astyanax minor posee una longitud que oscila entre 60,5 y 93,8 mm. Presenta 36 a 39 escamas perforadas en la línea lateral. Se distingue de sus congéneres de la cuenca por la combinación de los siguientes caracteres: infraorbitario 3 con profundidad, pero sin llegar a contactar con el preopérculo, dejando una estrecha área desnuda entre el borde y el preopérculo; serie externa premaxilar con 4 a 6, generalmente 5 o 6 dientes pentacúspides o heptacúspides; primer arco branquial con 9 a 12, por lo general 10 espinas en las ramas altas y 13 a 16, por lo general 14 o 15 espinas en la rama inferior; exhibe una barra humeral vertical estrecha y alargada.

## Distribución geográfica y hábitat
Habita en cursos fluviales de aguas templado-cálidas en el centro-este de Sudamérica, correspondientes a la cuenca del Plata, en la subcuenca del río Alto Paraná, y de esta en la cuenca superior del río Iguazú, siendo colectado mayormente en localidades situadas aguas arriba de la confluencia con el río Jordão. Se distribuye únicamente en los estados de Paraná (sudoeste) y Santa Catarina (noroeste), en el sudeste de Brasil.
El Paraná es uno de los ríos formadores del Río de la Plata, el cual vuelca sus aguas en el océano Atlántico.
Ecorregionalmente esta especie es un endemismo de la ecorregión de agua dulce Iguazú.
Este río desciende desde la Serra do Mar hasta el Paraná formando rápidos, cascadas y cataratas, la mayor de todas son el conjunto denominado cataratas del Iguazú, de cerca de 80 metros de desnivel, en proximidades de su desembocadura. Estos accidentes fluviales han sido barreras infranqueables para las comunidades ícticas que viven en cada tramo, siendo especialmente determinante el gran salto ya citado, pues representó la imposibilidad de que la ictiofauna del río Paraná pudiese conquistar el resto del curso del Iguazú, lo que ha permitido que durante 22 millones de años se desarrollen y completen procesos de especiación, lo que se tradujo en una biocenosis notablemente rica en endemismos, los que alcanzan a componer, en el tramo medio del río, el 80 % del total de las especies presentes.
En el Iguazú, aguas arriba de las cataratas homónimas, habitan otras especies del género Astyanax: A. bifasciatus, A. dissimilis, A. longirhinus, A. serratus, A. ita, A. totae, A. varzeae, A. jordanensis y A. gymnogenys. Ninguna de ellas habita en el curso del río Paraná.